# 御所氏
御所氏・五所氏（ごしょし）は、藤原氏の流れをくむ日本の社家・武家。現福岡県の一部と大分県北部である豊前国宇佐郡の名族。尾張国熱田宮の御所に住んでいたことに始まる。江戸時代に五所と字音を仮にした。
平安時代・鎌倉時代には源頼朝の近習を務め、鎌倉幕府に仕えた。南北朝時代・室町時代には熱田神宮の神官を奉じた。

## 出自
御所氏の本姓は藤原鎌足を祖とする藤原姓であり、尾張国の熱田神宮の代官として熱田宮の御所に住んでいたことから御所氏と称した。

## 歴史
建久4年（1193年）5月、初代征夷大将軍・源頼朝に近習していた御所五郎丸は、頼朝主催の富士の巻狩りに参加した。同年5月28日、富士の巻狩り最後の夜に曾我兄弟の仇討ちが起こった。兄弟は父の仇である工藤祐経を暗殺した。この後、兄の曾我祐成は駆けつけた祐経の部下の仁田忠常に討たれたが、弟・曾我時致は頼朝の御前を目指して、向かってきた武士たちをことごとく倒して頼朝の宿所に押し入った。しかし、頼朝の宿所の中にいた五郎丸は時致の身を一人で取り押さえ、頼朝の危機を救った。この事件と御所五郎丸の記録は『曾我物語』や『吾妻鏡』に残っており、能や歌舞伎の『曽我もの』では御所五郎蔵の名で知られる。五郎丸は五所との記録もある。
建久7年（1196年）6月、五郎丸と同じく源頼朝の御家人であった豊前・豊後両国守護兼鎮西奉行となった大友能直と共に九州に下り、6月11日に豊後国速見郡（現大分県）浜脇浦より入国した。
その後、熱田神宮の総奉行、または惣検校などを務めた。御所五郎丸の子孫は、守部宿禰が代々掌った正六位大内人の職を継ぎ、同職を世襲するようになった。五所五郎丸の二代目である祭主・幡屋大夫は、建武元年（1334年）に正六位大内人となった。嘉吉2年（1442年）には、守部五郎丸が同職に任命される。文明2年（1470年）には、守部保富が五位所被職に任命された。守部宿禰は、朱鳥元年（686年）から明治4年（1872年）まで約1200年に渡り初代の守部宿彌孫谷より備前守・守部清延まで24代に及び熱田神宮の大内人を奉じた。
江戸時代には、一時御の字を諱み、五所と字音を仮にしたが、御所を真実の氏とする。
近代より、現福岡県の一部と大分県北部である豊前国宇佐郡の名族である。大分県宇佐市では愛知県名古屋市熱田区神宮にある熱田神宮の神官の末裔であると伝える。